# Jahrbuch für Photographie und Reproduktionstechnik
Das Jahrbuch für Photographie und Reproduktionstechnik, zeitweilig auch Jahrbuch für Photographie und Reproduktionsverfahren und Jahrbuch für Photographie, Kinematographie und Reproduktionsverfahren genannt, war eine unter wechselnden Namen ab 1887 in Halle (Saale) anfangs im Verlag von Wilhelm Knapp herausgegebene Zeitschrift erst nur zur Fotografie, bis etwa Anfang der 1930er Jahre dann auch zur Produktion und Vervielfältigung kinematographischer Verfahren.
Die Zeitschriftendatenbank ordnete das Jahrbuch den Sachgruppen Theater, Tanz und Technik zu.
Die Jahrgänge 1887 bis 1914 stellte die Universitätsbibliothek Heidelberg online.